# 묵자 (책)

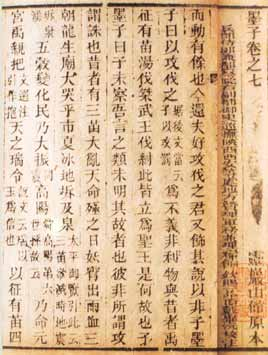
묵자 권칠

《묵자》(墨子)는 중국의 전국시대 중기에서 후기에 걸쳐 묵가 집단에 의하여 집대성된 저작집이다. 일부는 개조(開祖)인 묵자 자신의 언론도 포함되어 있으나 대부분은 그의 후배의 손에 의해 이루어진 저작으로 추측된다. 원래 71편이 있었으나 현존하는 것은 53편이다.

## 내용
《묵자》(墨子)의 내용은 크게 다섯 부분으로 나뉜다.
1. '친사(親士)'부터 '삼변(三辯)'까지의 7편, 이것은 묵가의 잡론집이다.
2. '상현(尙賢)'부터 '비명(非命)'까지의 23편, 이것은 묵가의 주요 사상으로 이 책의 핵심을 이룬다.
3. '경(經)' '경설(經說)' '대취(大取)' '소취(小取)' 6편, 이것은 말의개념이나 표현의 논리를 분석한 것이다.
4. '경주(耕柱)'로부터 '공수(公輸)'까지의 5편, 이것은 개조 묵자의 언행·사저집으로 공자를 논란한 비유(非儒)편도 이 부류에 들어 있다.
5. '비성문(備城門)' 이하의 11편, 이것은 묵가의 방어전술을 적은 것이다.

이들 중에서 3번 류는 일괄하여 묵변(墨辯)이라고도 호칭되는데 기하학·광학·역학 등에 관한 명제(命題)도 포함하는 특색 있는 중국 고대의 논리학의 부분이다. 또 5번 류는 성의 방어전술에 필요한 병기·기구·설비·자재의 제작이나 취급하는 법을 논한 이색적인 부분으로서 성의 방어를 청부하는 묵자 집단의 특성을 전한 것이다. 그렇지만 <묵자>중에서 가장 대표적인 것은 역시 유가(儒家)의 주장을 반박하는 내용을 갖는 2번 류일 것이다. 즉 '상현(尙賢)' 은 관리의 임용에는 신분·직업에 구애하지 않고 넓게 문호를 개방하여 인재를 구하라고 말하였다.
'천지'(天志)는 하늘이 뜻하는 것은 인간 사회의 정의가 되며, 모든 사람이 본받고 따라야 할 규범이 된다고 하였고, '상동'(尙同)은 나라의 상하가 일치돼야 하며, 천자가 행하는 것이 하늘의 뜻과 부합되어야 한다고 하였고, '겸애(兼愛'는 자국과 타국, 자가와 타가의 차별을 없애고 사람은 널리 서로 사랑하라는 것이고, '비공(非攻)'은 전쟁이 불의이며 백성에게 해로움을 주장하고, '절용(節用)' '절장(節葬)'은 군주의 의례적인 사치에 반대한 것이다. '천지(天志)'는 천(天)을 최고의 존재로 하여 천자(天子) 이하 이에 순종할 것을 말한 것이고, '명귀(明鬼)'는 사람의 사후의 영혼의 실재를 강조하여 그 상벌을 두려워하라고 말한 것이다. '비악(非樂)'에서는 궁정음악(宮廷音樂)이 백성의 이익에 배반됨을 말하였으며, '비명(非命)'에서는 숙명관을 배제하여 사람의 근면한 영위에 대하여 귀신은 반드시 보상을 준다고 말하였다.
이것들 10론(論)에는 각기 상·중·하의 3편이 있었으나 현재는 일부가 분실, 23편이 남아 있다. 상·중·하 각편은 같은 주제를 다루면서도 조금씩 자구나 사상 내용에 상위(相違)함이 있어 묵가의 주장의 변천이나 분파의 자취를 더듬을 수가 있다.
《묵자》는 맹자에 의하여 이단사상으로 배격당한 이래 추종자를 거의 갖지 못하였으나, 청조(淸朝)의 고증학의 전성 속에서 재인식되어 손이양의 《묵자간고》와 같은 우수한 주석서가 제작되었다.

## 목록
| 《묵자교주(墨子校注)》목록 | 《묵자교주(墨子校注)》목록   | 금본(今本) 목록 | 금본(今本) 목록 |
| -------------------------- | ---------------------------- | --------------- | --------------- |
| 권1(卷之一)                | 친사 제1(親士第一)           | 권1(卷一)       | 친사(親士)      |
| 권1(卷之一)                | 수신 제2(脩身第二)           | 권1(卷一)       | 수신(脩身)      |
| 권1(卷之一)                | 소염 제3(所染第三)           | 권1(卷一)       | 소염(所染)      |
| 권1(卷之一)                | 법의 제4(法儀第四)           | 권1(卷一)       | 법의(法儀)      |
| 권1(卷之一)                | 칠환 제5(七患第五)           | 권1(卷一)       | 칠환(七患)      |
| 권1(卷之一)                | 사과 제6(辭過第六)           | 권1(卷一)       | 사변(辭過)      |
| 권1(卷之一)                | 삼변 제7(三辯第七)           | 권1(卷一)       | 삼변(三辯)      |
| 권2(卷之二)                | 상현 상 제8(尙賢上第八)      | 권2(卷二)       | 상현 상(尙賢上) |
| 권2(卷之二)                | 상현 중 제9(尙賢中第九)      | 권2(卷二)       | 상현 중(尙賢中) |
| 권2(卷之二)                | 상현 하 제10(尙賢下第十)     | 권2(卷二)       | 상현 하(尙賢下) |
| 권3(卷之三)                | 상동 상 제11(尙同上第十一)   | 권3(卷三)       | 상동 상(尙同上) |
| 권3(卷之三)                | 상동 중 제12(尙同中第十二)   | 권3(卷三)       | 상동 중(尙同中) |
| 권3(卷之三)                | 상동 하 제13(尙同下第十三)   | 권3(卷三)       | 상동 하(尙同下) |
| 권4(卷之四)                | 겸애 상 제14(兼愛上第十四)   | 권4(卷四)       | 겸애 상(兼愛上) |
| 권4(卷之四)                | 겸애 중 제15(兼愛中第十五)   | 권4(卷四)       | 겸애 중(兼愛中) |
| 권4(卷之四)                | 겸애 하 제16(兼愛下第十六)   | 권4(卷四)       | 겸애 하(兼愛下) |
| 권5(卷之五)                | 비공 상 제17(非攻上第十七)   | 권5(卷五)       | 비공 상(非攻上) |
| 권5(卷之五)                | 비공 중 제18(非攻中第十八)   | 권5(卷五)       | 비공 중(非攻中) |
| 권5(卷之五)                | 비공 하 제19(非攻下第十九)   | 권5(卷五)       | 비공 하(非攻下) |
| 권6(卷之六)                | 절용 상 제20(節用上第二十)   | 권6(卷六)       | 절용 상(節用上) |
| 권6(卷之六)                | 절용 중 제21(節用中第二十一) | 권6(卷六)       | 절용 중(節用中) |
| 권6(卷之六)                | 절용 하 제22(節用下第二十二) | 권6(卷六)       |                 |
| 권6(卷之六)                | 절장 상 제23(節葬上第二十三) | 권6(卷六)       |                 |
| 권6(卷之六)                | 절장 중 제24(節葬中第二十四) | 권6(卷六)       |                 |
| 권6(卷之六)                | 절장 하 제25(節葬下第二十五) | 권6(卷六)       | 절장 하(節葬下) |
| 권7(卷之七)                | 천지 상 제26(天志上第二十六) | 권7(卷七)       | 천지 상(天志上) |
| 권7(卷之七)                | 천지 중 제27(天志中第二十七) | 권7(卷七)       | 천지 중(天志中) |
| 권7(卷之七)                | 천지 하 제28(天志下第二十八) | 권7(卷七)       | 천지 하(天志下) |
| 권8(卷之八)                | 명귀 상 제29(明鬼上第二十九) | 권8(卷八)       |                 |
| 권8(卷之八)                | 명귀 중 제30(明鬼中第三十)   | 권8(卷八)       |                 |
| 권8(卷之八)                | 명귀 하 제31(明鬼下第三十一) | 권8(卷八)       | 명귀 하(明鬼下) |
| 권8(卷之八)                | 비악 상 제32(非樂上第三十二) | 권8(卷八)       | 비악 상(非樂上) |
| 권9(卷之九)                | 비악 중 제33(非樂中第三十三) | 권9(卷九)       |                 |
| 권9(卷之九)                | 비악 하 제34(非樂下第三十四) | 권9(卷九)       |                 |
| 권9(卷之九)                | 비명 상 제35(非命上第三十五) | 권9(卷九)       | 비명 상(非命上) |
| 권9(卷之九)                | 비명 중 제36(非命中第三十六) | 권9(卷九)       | 비명 중(非命中) |
| 권9(卷之九)                | 비명 하 제37(非命下第三十七) | 권9(卷九)       | 비명 하(非命下) |
| 권9(卷之九)                | 비유 상 제38(非儒上第三十八) | 권9(卷九)       |                 |
| 권9(卷之九)                | 비유 하 제39(非儒下第三十九) | 권9(卷九)       | 비유 하(非儒下) |
| 권10(卷之十)               | 경 상 제40(經上第四十)       | 권10(卷十)      | 경 상(經上)     |
| 권10(卷之十)               | 경 하 제41(經下第四十一)     | 권10(卷十)      | 경 하(經下)     |
| 권10(卷之十)               | 경설 상 제42(經說上第四十二) | 권10(卷十)      | 경설 상(經說上) |
| 권10(卷之十)               | 경설 하 제43(經說下第四十三) | 권10(卷十)      | 경설 하(經說下) |
| 권11(卷之十一)             | 대취 제44(大取第四十四)      | 권11(卷十一)    | 대취(大取)      |
| 권11(卷之十一)             | 소취 제45(小取第四十五)      | 권11(卷十一)    | 소취(小取)      |
| 권11(卷之十一)             | 경주 제46(耕柱第四十六)      | 권11(卷十一)    | 경주(耕柱)      |
| 제12(卷之十二)             | 귀의 제47(貴義第四十七)      | 권12(卷十二)    | 귀의(貴義)      |
| 제12(卷之十二)             | 공맹 제48(公孟第四十八)      | 권12(卷十二)    | 공맹(公孟)      |
| 권13(卷之十三)             | 노문 제49(魯問第四十九)      | 권13(卷十三)    | 노문(魯問)      |
| 권13(卷之十三)             | 공수 제50(公輸第五十)        | 권13(卷十三)    | 공수(公輸)      |
| 권13(卷之十三)             | □□ 제51(□□第五十一)          | 권13(卷十三)    |                 |
| 권14(卷之十四)             | 비성문 제51(備城門第五十二)  | 권14(卷十四)    | 비성문(備城門)  |
| 권14(卷之十四)             | 비고림 제53(備高臨第五十三)  | 권14(卷十四)    | 비고림(備高臨)  |
| 권14(卷之十四)             | □□ 제54(□□第五十四)          | 권14(卷十四)    |                 |
| 권14(卷之十四)             | □□ 제55(□□第五十五)          | 권14(卷十四)    |                 |
| 권14(卷之十四)             | 비제 제56(備梯第五十六)      | 권14(卷十四)    | 비제(備梯)      |
| 권14(卷之十四)             | □□ 제57(□□第五十七)          | 권14(卷十四)    |                 |
| 권14(卷之十四)             | 비수 제58(備水第五十八)      | 권14(卷十四)    | 비수(備水)      |
| 권14(卷之十四)             | □□ 제59(□□第五十九)          | 권14(卷十四)    |                 |
| 권14(卷之十四)             | □□ 제60(□□第六十)            | 권14(卷十四)    |                 |
| 권14(卷之十四)             | 비돌 제61(備突第六十一)      | 권14(卷十四)    | 비돌(備突)      |
| 권14(卷之十四)             | 비혈 제62(備穴第六十二)      | 권14(卷十四)    | 비혈(備穴)      |
| 권14(卷之十四)             | 비아부 제63(備蛾傅第六十三)  | 권14(卷十四)    | 비아부(備蛾傅)  |
| 권15(卷之十五)             | □□ 제64(□□第六十四)          | 권15(卷十五)    |                 |
| 권15(卷之十五)             | □□ 제65(□□第六十五)          | 권15(卷十五)    |                 |
| 권15(卷之十五)             | □□ 제66(□□第六十六)          | 권15(卷十五)    |                 |
| 권15(卷之十五)             | □□ 제67(□□第六十七)          | 권15(卷十五)    |                 |
| 권15(卷之十五)             | 영적사 제68(迎敵祠第六十八)  | 권15(卷十五)    | 영적사(迎敵祠)  |
| 권15(卷之十五)             | 기치 제69(旗幟第六十九)      | 권15(卷十五)    | 기치(旗幟)      |
| 권15(卷之十五)             | 호령 제70(號令第七十)        | 권15(卷十五)    | 호령(號令)      |
| 권15(卷之十五)             | 잡수 제71(襍守第七十一)      | 권15(卷十五)    | 잡수(襍守)      |

## 한국어 번역
- 최환 옮김, 《묵자》, 을유문화사, 2019년 7월 25일